# عملية عشوائية متصلة الزمن
في نظرية الإحتمالات والإحصاء، إن العملية العشوائية متصلة الزمن  (بالإنجليزية: Continuous-time stochastic process) هي عملية عشوائية يأخذ فيها فضاء المعلمة قيماً متصلة أما فضاء الحالة يأخذ قيماً متقطعة، على العكس من العملية متقطعة الزمن والتي يأخذ فيها فضاء المعلمة قيماً منفصلة.
هناك نوع أخر أكثر تعقيدا يشكل أيضا عملية عشوائية متصلة والذي فيه يكون كلا من فضاء المعلمة وفضاء الحالة متصلين، ولذلك وجب التنبيه لعدم الخلط.

## أمثلة
كمثال على العمليات العشوائية متصلة الزمن متقطعة فضاء الحالة يوجد عملية بواسون.